# Asian Five Nations 2011
Asian Five Nations 2011 war ein Wettbewerb für asiatische Nationalmannschaften in der Sportart Rugby Union. Es handelte sich um die 24. Ausgabe der vom Verband Asia Rugby organisierten Rugby-Union-Asienmeisterschaft. Beteiligt waren 23 Mannschaften, die in sechs Divisionen gegeneinander antraten. Japan gewann zum 19. Mal den Asienmeistertitel.

## Top 5

### Tabelle
|    | Land                         | Spiele | Siege | Unent. | Ndlg. | Spiel- punkte | Diff. | Bonus- punkte | Tabellen- punkte |
| -- | ---------------------------- | ------ | ----- | ------ | ----- | ------------- | ----- | ------------- | ---------------- |
| 1. | Japan                        | 4      | 4     | 0      | 0     | 307:35        | + 272 | 4             | 24               |
| 2. | Hongkong                     | 4      | 3     | 0      | 1     | 155:61        | + 94  | 2             | 17               |
| 3. | Vereinigte Arabische Emirate | 4      | 1     | 1      | 2     | 40:196        | – 156 | 0             | 8                |
| 4. | Kasachstan                   | 4      | 1     | 0      | 3     | 54:126        | – 72  | 1             | 6                |
| 5. | Sri Lanka                    | 4      | 0     | 1      | 3     | 47:185        | − 138 | 0             | 3                |

5 Punkte für Sieg, 3 Punkte für Unentschieden, 1 Bonuspunkt bei vier oder mehr Versuchen, 1 Bonuspunkt bei Niederlage mit weniger als sieben Zählern Differenz.

### Ergebnisse
| 23. April 2011 | Sri Lanka | 13 : 13 | Vereinigte Arabische Emirate | Ceylonese Rugby & Football Club, Colombo |
| 23. April 2011 |           |         |                              | Ceylonese Rugby & Football Club, Colombo |

| 23. April 2011 | Kasachstan | 10 : 23 | Hongkong | National University Stadium, Almaty |
| 23. April 2011 |            |         |          | National University Stadium, Almaty |

| 29. April 2011 | Vereinigte Arabische Emirate | 23 : 10 | Kasachstan | Zayed Sports City, Abu Dhabi |
| 29. April 2011 |                              |         |            | Zayed Sports City, Abu Dhabi |

| 30. April 2011 | Hongkong | 22 : 45 | Japan | Hong Kong Football Club Stadium, Hongkong |
| 30. April 2011 |          |         |       | Hong Kong Football Club Stadium, Hongkong |

| 7. Mai 2011 | Kasachstan | 0 : 61 | Japan | Zentralstadion, Almaty |
| 7. Mai 2011 |            |        |       | Zentralstadion, Almaty |

| 7. Mai 2011 | Sri Lanka | 3 : 48 | Hongkong | Ceylonese Rugby & Football Club, Colombo |
| 7. Mai 2011 |           |        |          | Ceylonese Rugby & Football Club, Colombo |

| 13. Mai 2011 | Vereinigte Arabische Emirate | 0 : 111 | Japan | The Sevens Stadium, Dubai |
| 13. Mai 2011 |                              |         |       | The Sevens Stadium, Dubai |

| 14. Mai 2011 | Kasachstan | 34 : 18 | Sri Lanka | National University Stadium, Almaty |
| 14. Mai 2011 |            |         |           | National University Stadium, Almaty |

| 21. Mai 2011 | Sri Lanka | 19 : 90 | Japan | Ceylonese Rugby & Football Club, Colombo |
| 21. Mai 2011 |           |         |       | Ceylonese Rugby & Football Club, Colombo |

| 21. Mai 2011 | Hongkong | 62 : 3 | Vereinigte Arabische Emirate | Hong Kong Football Club Stadium, Hongkong |
| 21. Mai 2011 |          |        |                              | Hong Kong Football Club Stadium, Hongkong |

## Division 1
Halbfinale
| 1. Juni 2011 | Singapur | 52 : 17 | Malaysia | Ansan-Wa~-Stadion, Ansan |
| 1. Juni 2011 |          |         |          | Ansan-Wa~-Stadion, Ansan |

| 1. Juni 2011 | Südkorea | 34 : 20 | Philippinen | Ansan-Wa~-Stadion, Ansan |
| 1. Juni 2011 |          |         |             | Ansan-Wa~-Stadion, Ansan |

Spiel um Platz 3
| 4. Juni 2011 | Malaysia | 20 : 86 | Philippinen | Ansan-Wa~-Stadion, Ansan |
| 4. Juni 2011 |          |         |             | Ansan-Wa~-Stadion, Ansan |

Finale
| 4. Juni 2011 | Singapur | 19 : 58 | Südkorea | Ansan-Wa~-Stadion, Ansan |
| 4. Juni 2011 |          |         |          | Ansan-Wa~-Stadion, Ansan |

Südkorea steigt in die Top 5 auf, Malaysia steigt in die Division 2 ab.

## Division 2
Halbfinale
| 4. Mai 2011 | Taiwan | 34 : 31 | Iran | Suphachalasai Stadium, Bangkok |
| 4. Mai 2011 |        |         |      | Suphachalasai Stadium, Bangkok |

| 4. Mai 2011 | Indien | 24 : 37 | Thailand | Suphachalasai Stadium, Bangkok |
| 4. Mai 2011 |        |         |          | Suphachalasai Stadium, Bangkok |

Spiel um Platz 3
| 7. Mai 2011 | Iran | 30 : 19 | Indien | Suphachalasai Stadium, Bangkok |
| 7. Mai 2011 |      |         |        | Suphachalasai Stadium, Bangkok |

Finale
| 7. Mai 2011 | Taiwan | 22 : 10 | Thailand | Suphachalasai Stadium, Bangkok |
| 7. Mai 2011 |        |         |          | Suphachalasai Stadium, Bangkok |

Taiwan steigt in die Division 1 auf, Indien steigt in die Division 3 ab.

## Division 3
Halbfinale
| 22. Juni 2011 | Pakistan | 10 : 37 | Guam | UPH Stadium, Jakarta |
| 22. Juni 2011 |          |         |      | UPH Stadium, Jakarta |

| 22. Juni 2011 | VR China | 32 : 23 | Indonesien | UPH Stadium, Jakarta |
| 22. Juni 2011 |          |         |            | UPH Stadium, Jakarta |

Spiel um Platz 3
| 25. Juni 2011 | Pakistan | 19 : 20 | Indonesien | UPH Stadium, Jakarta |
| 25. Juni 2011 |          |         |            | UPH Stadium, Jakarta |

Finale
| 25. Juni 2011 | Guam | 18 : 28 | VR China | UPH Stadium, Jakarta |
| 25. Juni 2011 |      |         |          | UPH Stadium, Jakarta |

China steigt in die Division 2 auf, Pakistan steigt in die Division 4 ab.

## Division 4
Halbfinale
| 11. Mai 2011 | Usbekistan | 15 : 34 | Libanon | The Sevens Stadium, Dubai |
| 11. Mai 2011 |            |         |         | The Sevens Stadium, Dubai |

| 11. Mai 2011 | Jordanien | 8 : 26 | Katar | The Sevens Stadium, Dubai |
| 11. Mai 2011 |           |        |       | The Sevens Stadium, Dubai |

Spiel um Platz 3
| 13. Mai 2011 | Usbekistan | 14 : 17 | Jordanien | The Sevens Stadium, Dubai |
| 13. Mai 2011 |            |         |           | The Sevens Stadium, Dubai |

Finale
| 13. Mai 2011 | Libanon | 14 : 29 | Katar | The Sevens Stadium, Dubai |
| 13. Mai 2011 |         |         |       | The Sevens Stadium, Dubai |

Katar steigt in die Division 3 auf, Usbekistan steigt in die Division 5 ab.

## Division 5
| 16. Juli 2011 | Kambodscha | 19 : 21 | Laos | Phnom Penh |
| 16. Juli 2011 |            |         |      | Phnom Penh |

| 30. Juli 2011 | Laos | 11 : 7 | Kambodscha | Vientiane |
| 30. Juli 2011 |      |        |            | Vientiane |

Laos steigt in die Division 4 auf.